# Drapeau de l'Indonésie
Le drapeau de l'Indonésie est le drapeau national et le pavillon national de la République d’Indonésie. Il se compose de deux bandes horizontales de même taille : une rouge et une blanche. Le rouge et le blanc sont les couleurs d'un ancien étendard javanais, attesté dans une inscription dite « de Kudadu » provenant de Java oriental et datée de 1294, qui relate la rébellion en 1292 du prince Jayakatwang de Kediri contre son suzerain, le roi Kertanegara de Singasari, la fin de ce royaume et la fondation de celui de Majapahit. Cette inscription mentionne l'usage d'étendards « rouge et blanc ». C'est cet étendard qui a été choisi par les nationalistes indonésiens comme drapeau de la nouvelle nation, en 1949.
Hormis les nuances de couleur et les proportions, il est identique au drapeau de Monaco, à celui de la Hesse ou encore au Rot un Wiss historique alsacien. Il est également semblable au drapeau de la Pologne, mais avec les couleurs inversées, ainsi qu'à celui du canton de Soleure (Suisse), à la différence près que ce dernier est de forme carrée.
Le premier exemplaire a été confectionné dans les années 1920 à Leyde par Achmad Subardjo, alors président de l'Indische Vereeniging, un club d'étudiants nationalistes fondé en 1908 par des Indonésiens venus étudier aux Pays-Bas.
Le premier drapeau à avoir été hissé a quant à lui été fabriqué par Fatmawati en 1945 à partir de deux pièces de vêtements.